# Heliodoro de Paiva
Pour les articles homonymes, voir Paiva.
Heliodoro de Paiva, né vers 1502 à Lisbonne, et mort à Coimbra le 21 décembre 1552, est un compositeur, philosophe et théologien portugais.

## Biographie
Il entre dans les ordres sacrés au Monastère de la Sainte-Croix de Coïmbre, en tant que capitulaire régulier augustin. Il y est reconnu pour des aptitudes acquises dans une grande variété de disciplines : musique (orgue, viole de gambe, harpe, chant), composition, langues (grec, latin, hébreu), philosophie et théologie.

## Œuvres
L'œuvre de Paiva qui a survécu provient des manuscrits musicaux du monastère de la Sainte-Croix de Coïmbre (aujourd'hui conservés à la bibliothèque de l'Université de Coimbra). Il a composé des œuvres pour orgue seul, des messes, des motets, des Magnificats, mais ne signant pas ses œuvres, leur identification est parfois difficile.